# Unicodeblock Bengalisch
Der Unicodeblock Bengalisch (Bengali, 0980–09FF) enthält die bengalische Schrift, die vor allem für die gleichnamige Sprache verwendet wird, welche von etwa 215 Millionen Menschen im östlichen Indien und in Bangladesch gesprochen wird.

## Tabelle
| Unicodenummer | Zeichen (400 %) | Kategorie                               | Bidirektionale Klasse       | Offizielle Bezeichnung                                   | Beschreibung                                             |
| ------------- | --------------- | --------------------------------------- | --------------------------- | -------------------------------------------------------- | -------------------------------------------------------- |
| U+0980 (2432) | ঀ               | anderer Buchstabe, Silbe oder Ideogramm | links nach rechts           | BENGALI ANJI                                             | Bengalisches Anji                                        |
| U+0981 (2433) | ঁ                | Markierung ohne Extrabreite             | Markierung ohne Extrabreite | BENGALI SIGN CANDRABINDU                                 | Bengalisches Zeichen Candrabindu                         |
| U+0982 (2434) | ং                | Markierung mit Extrabreite              | links nach rechts           | BENGALI SIGN ANUSVARA                                    | Bengalisches Zeichen Anusvara                            |
| U+0983 (2435) | ঃ                | Markierung mit Extrabreite              | links nach rechts           | BENGALI SIGN VISARGA                                     | Bengalisches Zeichen Visarga                             |
| U+0985 (2437) | অ               | anderer Buchstabe, Silbe oder Ideogramm | links nach rechts           | BENGALI LETTER A                                         | Bengalischer Buchstabe A                                 |
| U+0986 (2438) | আ               | anderer Buchstabe, Silbe oder Ideogramm | links nach rechts           | BENGALI LETTER AA                                        | Bengalischer Buchstabe Aa                                |
| U+0987 (2439) | ই               | anderer Buchstabe, Silbe oder Ideogramm | links nach rechts           | BENGALI LETTER I                                         | Bengalischer Buchstabe I                                 |
| U+0988 (2440) | ঈ               | anderer Buchstabe, Silbe oder Ideogramm | links nach rechts           | BENGALI LETTER II                                        | Bengalischer Buchstabe Ii                                |
| U+0989 (2441) | উ               | anderer Buchstabe, Silbe oder Ideogramm | links nach rechts           | BENGALI LETTER U                                         | Bengalischer Buchstabe U                                 |
| U+098A (2442) | ঊ               | anderer Buchstabe, Silbe oder Ideogramm | links nach rechts           | BENGALI LETTER UU                                        | Bengalischer Buchstabe Uu                                |
| U+098B (2443) | ঋ               | anderer Buchstabe, Silbe oder Ideogramm | links nach rechts           | BENGALI LETTER VOCALIC R                                 | Bengalischer Buchstabe vokalisches R                     |
| U+098C (2444) | ঌ               | anderer Buchstabe, Silbe oder Ideogramm | links nach rechts           | BENGALI LETTER VOCALIC L                                 | Bengalischer Buchstabe vokalisches L                     |
| U+098F (2447) | এ               | anderer Buchstabe, Silbe oder Ideogramm | links nach rechts           | BENGALI LETTER E                                         | Bengalischer Buchstabe E                                 |
| U+0990 (2448) | ঐ               | anderer Buchstabe, Silbe oder Ideogramm | links nach rechts           | BENGALI LETTER AI                                        | Bengalischer Buchstabe Ai                                |
| U+0993 (2451) | ও               | anderer Buchstabe, Silbe oder Ideogramm | links nach rechts           | BENGALI LETTER O                                         | Bengalischer Buchstabe O                                 |
| U+0994 (2452) | ঔ               | anderer Buchstabe, Silbe oder Ideogramm | links nach rechts           | BENGALI LETTER AU                                        | Bengalischer Buchstabe Au                                |
| U+0995 (2453) | ক               | anderer Buchstabe, Silbe oder Ideogramm | links nach rechts           | BENGALI LETTER KA                                        | Bengalischer Buchstabe Ka                                |
| U+0996 (2454) | খ               | anderer Buchstabe, Silbe oder Ideogramm | links nach rechts           | BENGALI LETTER KHA                                       | Bengalischer Buchstabe Kha                               |
| U+0997 (2455) | গ               | anderer Buchstabe, Silbe oder Ideogramm | links nach rechts           | BENGALI LETTER GA                                        | Bengalischer Buchstabe Ga                                |
| U+0998 (2456) | ঘ               | anderer Buchstabe, Silbe oder Ideogramm | links nach rechts           | BENGALI LETTER GHA                                       | Bengalischer Buchstabe Gha                               |
| U+0999 (2457) | ঙ               | anderer Buchstabe, Silbe oder Ideogramm | links nach rechts           | BENGALI LETTER NGA                                       | Bengalischer Buchstabe Nga                               |
| U+099A (2458) | চ               | anderer Buchstabe, Silbe oder Ideogramm | links nach rechts           | BENGALI LETTER CA                                        | Bengalischer Buchstabe Ca                                |
| U+099B (2459) | ছ               | anderer Buchstabe, Silbe oder Ideogramm | links nach rechts           | BENGALI LETTER CHA                                       | Bengalischer Buchstabe Cha                               |
| U+099C (2460) | জ               | anderer Buchstabe, Silbe oder Ideogramm | links nach rechts           | BENGALI LETTER JA                                        | Bengalischer Buchstabe Ja                                |
| U+099D (2461) | ঝ               | anderer Buchstabe, Silbe oder Ideogramm | links nach rechts           | BENGALI LETTER JHA                                       | Bengalischer Buchstabe Jha                               |
| U+099E (2462) | ঞ               | anderer Buchstabe, Silbe oder Ideogramm | links nach rechts           | BENGALI LETTER NYA                                       | Bengalischer Buchstabe Nya                               |
| U+099F (2463) | ট               | anderer Buchstabe, Silbe oder Ideogramm | links nach rechts           | BENGALI LETTER TTA                                       | Bengalischer Buchstabe Tta                               |
| U+09A0 (2464) | ঠ               | anderer Buchstabe, Silbe oder Ideogramm | links nach rechts           | BENGALI LETTER TTHA                                      | Bengalischer Buchstabe Ttha                              |
| U+09A1 (2465) | ড               | anderer Buchstabe, Silbe oder Ideogramm | links nach rechts           | BENGALI LETTER DDA                                       | Bengalischer Buchstabe Dda                               |
| U+09A2 (2466) | ঢ               | anderer Buchstabe, Silbe oder Ideogramm | links nach rechts           | BENGALI LETTER DDHA                                      | Bengalischer Buchstabe Ddha                              |
| U+09A3 (2467) | ণ               | anderer Buchstabe, Silbe oder Ideogramm | links nach rechts           | BENGALI LETTER NNA                                       | Bengalischer Buchstabe Nna                               |
| U+09A4 (2468) | ত               | anderer Buchstabe, Silbe oder Ideogramm | links nach rechts           | BENGALI LETTER TA                                        | Bengalischer Buchstabe Ta                                |
| U+09A5 (2469) | থ               | anderer Buchstabe, Silbe oder Ideogramm | links nach rechts           | BENGALI LETTER THA                                       | Bengalischer Buchstabe Tha                               |
| U+09A6 (2470) | দ               | anderer Buchstabe, Silbe oder Ideogramm | links nach rechts           | BENGALI LETTER DA                                        | Bengalischer Buchstabe Da                                |
| U+09A7 (2471) | ধ               | anderer Buchstabe, Silbe oder Ideogramm | links nach rechts           | BENGALI LETTER DHA                                       | Bengalischer Buchstabe Dha                               |
| U+09A8 (2472) | ন               | anderer Buchstabe, Silbe oder Ideogramm | links nach rechts           | BENGALI LETTER NA                                        | Bengalischer Buchstabe Na                                |
| U+09AA (2474) | প               | anderer Buchstabe, Silbe oder Ideogramm | links nach rechts           | BENGALI LETTER PA                                        | Bengalischer Buchstabe Pa                                |
| U+09AB (2475) | ফ               | anderer Buchstabe, Silbe oder Ideogramm | links nach rechts           | BENGALI LETTER PHA                                       | Bengalischer Buchstabe Pha                               |
| U+09AC (2476) | ব               | anderer Buchstabe, Silbe oder Ideogramm | links nach rechts           | BENGALI LETTER BA                                        | Bengalischer Buchstabe Ba                                |
| U+09AD (2477) | ভ               | anderer Buchstabe, Silbe oder Ideogramm | links nach rechts           | BENGALI LETTER BHA                                       | Bengalischer Buchstabe Bha                               |
| U+09AE (2478) | ম               | anderer Buchstabe, Silbe oder Ideogramm | links nach rechts           | BENGALI LETTER MA                                        | Bengalischer Buchstabe Ma                                |
| U+09AF (2479) | য               | anderer Buchstabe, Silbe oder Ideogramm | links nach rechts           | BENGALI LETTER YA                                        | Bengalischer Buchstabe Ya                                |
| U+09B0 (2480) | র               | anderer Buchstabe, Silbe oder Ideogramm | links nach rechts           | BENGALI LETTER RA                                        | Bengalischer Buchstabe Ra                                |
| U+09B2 (2482) | ল               | anderer Buchstabe, Silbe oder Ideogramm | links nach rechts           | BENGALI LETTER LA                                        | Bengalischer Buchstabe La                                |
| U+09B6 (2486) | শ               | anderer Buchstabe, Silbe oder Ideogramm | links nach rechts           | BENGALI LETTER SHA                                       | Bengalischer Buchstabe Sha                               |
| U+09B7 (2487) | ষ               | anderer Buchstabe, Silbe oder Ideogramm | links nach rechts           | BENGALI LETTER SSA                                       | Bengalischer Buchstabe Ssa                               |
| U+09B8 (2488) | স               | anderer Buchstabe, Silbe oder Ideogramm | links nach rechts           | BENGALI LETTER SA                                        | Bengalischer Buchstabe Sa                                |
| U+09B9 (2489) | হ               | anderer Buchstabe, Silbe oder Ideogramm | links nach rechts           | BENGALI LETTER HA                                        | Bengalischer Buchstabe Ha                                |
| U+09BC (2492) | ়                | Markierung ohne Extrabreite             | Markierung ohne Extrabreite | BENGALI SIGN NUKTA                                       | Bengalisches Zeichen Nukta                               |
| U+09BD (2493) | ঽ               | anderer Buchstabe, Silbe oder Ideogramm | links nach rechts           | BENGALI SIGN AVAGRAHA                                    | Bengalisches Zeichen Avagraha                            |
| U+09BE (2494) | া                | Markierung mit Extrabreite              | links nach rechts           | BENGALI VOWEL SIGN AA                                    | Bengalisches Vokalzeichen Aa                             |
| U+09BF (2495) | ি                | Markierung mit Extrabreite              | links nach rechts           | BENGALI VOWEL SIGN I                                     | Bengalisches Vokalzeichen I                              |
| U+09C0 (2496) | ী                | Markierung mit Extrabreite              | links nach rechts           | BENGALI VOWEL SIGN II                                    | Bengalisches Vokalzeichen Ii                             |
| U+09C1 (2497) | ু                | Markierung ohne Extrabreite             | Markierung ohne Extrabreite | BENGALI VOWEL SIGN U                                     | BengalischesVokalzeichen U                               |
| U+09C2 (2498) | ূ                | Markierung ohne Extrabreite             | Markierung ohne Extrabreite | BENGALI VOWEL SIGN UU                                    | Bengalisches Vokalzeichen Uu                             |
| U+09C3 (2499) | ৃ                | Markierung ohne Extrabreite             | Markierung ohne Extrabreite | BENGALI VOWEL SIGN VOCALIC R                             | Bengalisches Vokalzeichen vokalisches R                  |
| U+09C4 (2500) | ৄ                | Markierung ohne Extrabreite             | Markierung ohne Extrabreite | BENGALI VOWEL SIGN VOCALIC RR                            | Bengalisches Vokalzeichen vokalisches Rr                 |
| U+09C7 (2503) | ে                | Markierung mit Extrabreite              | links nach rechts           | BENGALI VOWEL SIGN E                                     | Bengalisches Vokalzeichen E                              |
| U+09C8 (2504) | ৈ                | Markierung mit Extrabreite              | links nach rechts           | BENGALI VOWEL SIGN AI                                    | Bengalisches Vokalzeichen Ai                             |
| U+09CB (2507) | ো                | Markierung mit Extrabreite              | links nach rechts           | BENGALI VOWEL SIGN O                                     | Bengalisches Vokalzeichen O                              |
| U+09CC (2508) | ৌ                | Markierung mit Extrabreite              | links nach rechts           | BENGALI VOWEL SIGN AU                                    | Bengalisches Vokalzeichen Au                             |
| U+09CD (2509) | ্                | Markierung ohne Extrabreite             | Markierung ohne Extrabreite | BENGALI SIGN VIRAMA                                      | Bengalisches Zeichen Virama                              |
| U+09CE (2510) | ৎ               | anderer Buchstabe, Silbe oder Ideogramm | links nach rechts           | BENGALI LETTER KHANDA TA                                 | Bengalischer Buchstabe Khanda Ta                         |
| U+09D7 (2519) | ৗ                | Markierung mit Extrabreite              | links nach rechts           | BENGALI AU LENGTH MARK                                   | Bengalisches Au-Längenzeichen                            |
| U+09DC (2524) | ড়               | anderer Buchstabe, Silbe oder Ideogramm | links nach rechts           | BENGALI LETTER RRA                                       | Bengalischer Buchstabe Rra                               |
| U+09DD (2525) | ঢ়               | anderer Buchstabe, Silbe oder Ideogramm | links nach rechts           | BENGALI LETTER RHA                                       | Bengalischer Buchstabe Rha                               |
| U+09DF (2527) | য়               | anderer Buchstabe, Silbe oder Ideogramm | links nach rechts           | BENGALI LETTER YYA                                       | Bengalischer Buchstabe Yya                               |
| U+09E0 (2528) | ৠ               | anderer Buchstabe, Silbe oder Ideogramm | links nach rechts           | BENGALI LETTER VOCALIC RR                                | Bengalischer Buchstabe vokalisches Rr                    |
| U+09E1 (2529) | ৡ               | anderer Buchstabe, Silbe oder Ideogramm | links nach rechts           | BENGALI LETTER VOCALIC LL                                | Bengalischer Buchstabe vokalisches Ll                    |
| U+09E2 (2530) | ৢ                | Markierung ohne Extrabreite             | Markierung ohne Extrabreite | BENGALI VOWEL SIGN VOCALIC L                             | Bengalisches Vokalzeichen vokalisches L                  |
| U+09E3 (2531) | ৣ                | Markierung ohne Extrabreite             | Markierung ohne Extrabreite | BENGALI VOWEL SIGN VOCALIC LL                            | Bengalisches Vokalzeichen vokalisches Ll                 |
| U+09E6 (2534) | ০               | Dezimalziffer                           | links nach rechts           | BENGALI DIGIT ZERO                                       | Bengalische Ziffer Null                                  |
| U+09E7 (2535) | ১               | Dezimalziffer                           | links nach rechts           | BENGALI DIGIT ONE                                        | Bengalische Ziffer Eins                                  |
| U+09E8 (2536) | ২               | Dezimalziffer                           | links nach rechts           | BENGALI DIGIT TWO                                        | Bengalische Ziffer Zwei                                  |
| U+09E9 (2537) | ৩               | Dezimalziffer                           | links nach rechts           | BENGALI DIGIT THREE                                      | Bengalische Ziffer Drei                                  |
| U+09EA (2538) | ৪               | Dezimalziffer                           | links nach rechts           | BENGALI DIGIT FOUR                                       | Bengalische Ziffer Vier                                  |
| U+09EB (2539) | ৫               | Dezimalziffer                           | links nach rechts           | BENGALI DIGIT FIVE                                       | Bengalische Ziffer Fünf                                  |
| U+09EC (2540) | ৬               | Dezimalziffer                           | links nach rechts           | BENGALI DIGIT SIX                                        | Bengalische Ziffer Sechs                                 |
| U+09ED (2541) | ৭               | Dezimalziffer                           | links nach rechts           | BENGALI DIGIT SEVEN                                      | Bengalische Ziffer Sieben                                |
| U+09EE (2542) | ৮               | Dezimalziffer                           | links nach rechts           | BENGALI DIGIT EIGHT                                      | Bengalische Ziffer Acht                                  |
| U+09EF (2543) | ৯               | Dezimalziffer                           | links nach rechts           | BENGALI DIGIT NINE                                       | Bengalische Ziffer Neun                                  |
| U+09F0 (2544) | ৰ               | anderer Buchstabe, Silbe oder Ideogramm | links nach rechts           | BENGALI LETTER RA WITH MIDDLE DIAGONAL                   | Bengalischer Buchstabe Ra mit mittlerer Diagonale        |
| U+09F1 (2545) | ৱ               | anderer Buchstabe, Silbe oder Ideogramm | links nach rechts           | BENGALI LETTER RA WITH LOWER DIAGONAL                    | Bengalischer Buchstabe Ra mit unterer Diagonale          |
| U+09F2 (2546) | ৲               | Währungssymbol                          | europäisches Schlusszeichen | BENGALI RUPEE MARK                                       | Bengalische Rupienmarkierung                             |
| U+09F3 (2547) | ৳               | Währungssymbol                          | europäisches Schlusszeichen | BENGALI RUPEE SIGN                                       | Bengalisches Rupiezeichen                                |
| U+09F4 (2548) | ৴               | anderes Zahlzeichen                     | links nach rechts           | BENGALI CURRENCY NUMERATOR ONE                           | Bengalischer Währungszähler 1                            |
| U+09F5 (2549) | ৵               | anderes Zahlzeichen                     | links nach rechts           | BENGALI CURRENCY NUMERATOR TWO                           | Bengalischer Währungszähler 2                            |
| U+09F6 (2550) | ৶               | anderes Zahlzeichen                     | links nach rechts           | BENGALI CURRENCY NUMERATOR THREE                         | Bengalischer Währungszähler 3                            |
| U+09F7 (2551) | ৷               | anderes Zahlzeichen                     | links nach rechts           | BENGALI CURRENCY NUMERATOR FOUR                          | Bengalischer Währungszähler 4                            |
| U+09F8 (2552) | ৸               | anderes Zahlzeichen                     | links nach rechts           | BENGALI CURRENCY NUMERATOR ONE LESS THAN THE DENOMINATOR | Bengalischer Währungszähler einer weniger als der Nenner |
| U+09F9 (2553) | ৹               | anderes Zahlzeichen                     | links nach rechts           | BENGALI CURRENCY DENOMINATOR SIXTEEN                     | Bengalischer Währungsnenner 16                           |
| U+09FA (2554) | ৺               | anderes Symbol                          | links nach rechts           | BENGALI ISSHAR                                           | Bengalisches Isshar                                      |
| U+09FB (2555) | ৻               | Währungssymbol                          | europäisches Schlusszeichen | BENGALI GANDA MARK                                       | Bengalisches Gandazeichen                                |
| U+09FC (2556) | ৼ               | anderer Buchstabe, Silbe oder Ideogramm | links nach rechts           | BENGALI LETTER VEDIC ANUSVARA                            | Bengalischer Buchstabe vedisches Anusvara                |
| U+09FD (2557) | ৽               | andere Interpunktion                    | links nach rechts           | BENGALI ABBREVIATION SIGN                                | Bengalisches Abkürzungszeichen                           |
| U+09FE (2558) | ৾                | Markierung ohne Extrabreite             | Markierung ohne Extrabreite | BENGALI SANDHI MARK                                      | Bengalisches Sandhizeichen                               |